# Bouře Daniel
Bouře Daniel (známá také jako cyklón Daniel) byla nejsmrtelnějším medikánem v historii a taky nejsmrtelnější tropická cyklóna od tajfunu Haiyan v roce 2013. Byla také nejhorší přírodní katastrofou roku 2023. Bouře, která se zformovala jako systém nízkého tlaku kolem 4. září 2023, zasáhla Řecko, Bulharsko a Turecko rozsáhlými záplavami. Poté se cyklón přesunul v noci na úterý 5. září do Jónského moře, kde se pak pomalu pohyboval směrem na jih. Během pohybu na jih postupně ztrácel vlastnosti normální tlakové níže. 6. září se odpojil od své fronty a pravděpodobně se stal subtropickou bouří 7. září večer. 9. září se systém přiblížil více k severovýchodní Libyi a před úderem Libye se transformoval do tropické bouře. Bouře způsobila záplavy ohromných rozměrů. Zemřelo přes 3 986 lidí, přes 7000 lidí je zraněných a přes 10 000 lidí je pohřešovaných. Číslo mrtvých a zraněných, ale zřejmě ještě poroste.
Vzhledem ke krátkému trvání a náhlé povaze bouře byly přípravy na bouři minimální. V Řecku byla bouře považována za nejhorší v zaznamenané historii, silné srážky vedly k záplavám, které způsobily škody za více než 2 miliardy eur. Nejvíce byla zasažena Libye, kde přívalové deště způsobily protržení dvou přehrad u města Derna. To mělo za následek tisíce mrtvých a 10 000 až 100 000 pohřešovaných, i když přesné údaje se podle zdrojů lišily. Zranitelnost Libye vůči těmto katastrofám byla přičítána občanské válce, která poškodila kritickou infrastrukturu a zanechala ji před Danielem ve špatném stavu.